# Galaxy Unpacked
Galaxy Unpacked es un evento semestral organizado por Samsung Electronics donde presenta nuevos dispositivos, incluidos teléfonos inteligentes, tabletas y dispositivos portátiles. Se llevó a cabo por primera vez en junio de 2009 en el evento CommunicAsia en la Singapore Expo en Singapur, y ahora se lleva a cabo con mayor frecuencia en Barcelona y la ciudad de Nueva York .
El evento incluye presentaciones en clave para lanzamientos de productos, a cargo de figuras directivas de la empresa. Los asistentes pueden visitar exhibiciones y tener experiencias prácticas de los productos en las zonas de demostración. Las transmisiones en vivo de Samsung Unpacked presentan una pieza de música pre-roll de la franquicia Samsung Galaxy, a menudo una versión personalizada de "Over the Horizon" y una animación repetida.
En agosto de 2020, debido a la pandemia de COVID-19, Samsung realizó el evento virtualmente para el lanzamiento de su serie de dispositivos Galaxy Note 20. Fue retransmitido en directo desde su sede en Suwon, Corea del Sur, y acumuló 56 millones de visualizaciones acumuladas.

## Lanzamiento de productos
| Año  | Cronología de los productos lanzados |
| 2009 | Lanzamiento del Samsung Jet |
| 2010 | Primer Samsung Galaxy S |
| 2011 | Samsung Galaxy S2, primer Galaxy Note, Galaxy Nexus |
| 2012 | Samsung Galaxy S3, Galaxy Note 2, Galaxy Tab 2 y cámara Galaxy |
| 2013 | Samsung Galaxy S4, Galaxy Note 3, Galaxy Gear |
| 2014 | Samsung Galaxy S5, Galaxy Note 4, Galaxy Note Edge, Galaxy Tab Active, Gear S, Gear VR, Gear Circle, Gear Live, Gear Fit, Gear 2 Neo y Gear 2 |
| 2015 | Samsung Galaxy S6, Galaxy S6 Edge, Galaxy S6 Edge+, Galaxy Note 5, Gear S2 |
| 2016 | Galaxy S7, Galaxy S7 Edge, cámara Gear 360, Galaxy Note 7, Gear S3 Classic, Gear S3 Frontier, Gear VR, Gear Fit2, Gear S2 Classic y Gear IconX |
| 2017 | Galaxy S8, Galaxy S8+, Galaxy Note 8, Galaxy Tab S3, Gear Fit2 Pro y Gear Sport |
| 2018 | Galaxy S9, Galaxy S9+, Galaxy Note 9, Galaxy Watch, Galaxy Home |
| 2019 | Galaxy S10e, Galaxy S10, Galaxy S10+, Galaxy S10 5G, Galaxy Note10, Galaxy Fold, Galaxy Book S, Galaxy Watch Active, Galaxy Fit, Galaxy Watch Active 2, Galaxy Buds, Galaxy Z Flip, Galaxy A70, Galaxy A80 |
| 2020 | Galaxy S20, Galaxy S20+, Galaxy S20 Ultra, Galaxy Note 20, Galaxy Note 20 Ultra, Galaxy Z Fold 2, Galaxy S20 FE, Galaxy Buds+, Galaxy Buds Live, Galaxy Tab S7, Galaxy Tab S7+, Galaxy Fit2, Galaxy Watch3, Galaxy A01, Galaxy A11, Galaxy A21s, Galaxy A31, Galaxy A41, Galaxy A51, Galaxy A51 5G, Galaxy A51 5G UW, Galaxy A71, Galaxy A71 5G, Galaxy A71 5G UW |
| 2021 | Galaxy Z Fold3, Galaxy Z Flip3, Galaxy Watch4 y Galaxy Watch4 Classic, Galaxy Buds2, Galaxy S21, Galaxy S21+, Galaxy S21 Ultra, Galaxy Buds Pro y Galaxy SmartTag, Galaxy A02, Galaxy A12, Galaxy A32, Galaxy A32 5G, Galaxy A42 5G, Galaxy A52, Galaxy A52 5G, Galaxy A72, Galaxy Book, Galaxy Book Pro, Galaxy Book Pro 360                                     |
| 2022 | Galaxy S22, Galaxy S22+, Galaxy S22 Ultra, Galaxy S21 FE, Galaxy Tab S8, Galaxy Tab S8+, Galaxy Tab S8 Ultra, Galaxy M33, Galaxy M23, Galaxy A04, Galaxy A04e, Galaxy A04s, Galaxy A04 Core, Galaxy A23, Galaxy A13, Galaxy A33 5G, Galaxy A53 5G, Galaxy A73 5G, Galaxy Z Fold 4, Galaxy Z Flip 4, Galaxy Watch5, Galaxy Watch5 Pro, Galaxy Buds2 Pro            |
| 2023 | Galaxy S23, Galaxy S23+, Galaxy S23 Ultra, Galaxy Book 3, Galaxy Book 3 Pro, Galaxy Book 3 Pro 360, Galaxy A14, Galaxy A24, Galaxy A34, Galaxy A54, Galaxy M14, Galaxy M34, Galaxy M54, Galaxy Z Flip5, Galaxy Z Fold5, Galaxy Watch6, Galaxy Watch6 Classic, Galaxy Tab S9, Galaxy Tab S9+ y Galaxy Tab S9 Ultra                                                 |
| 2024 | Galaxy S24,Galaxy S24+,Galaxy S24 Ultra, Galaxy S24 FE,Galaxy Ring,Galaxy Buds 3, Galaxy Buds 3 Pro,Galaxy Z Flip 6,Galaxy Z Fold 6, Galaxy Watch Ultra y Galaxy AI |